# Jonas Rothof
Jonas Rothof, född 24 december 1670 i Stockholm, död 4 augusti 1721 i Stockholm, var en svensk ämbetsman och pietist.

## Biografi
Jonas Rothof var son till revisionsssekreteraren Jonas Rothof som adlades 1675 med namnet Rothåf och dennes hustru Helena Trotzig, dotter till den förmögne Anton Trotzig i Stora Kopparberget och adelsdamen Helena Teet, ättling till Peder Månsson Utter. Han var sonsons son till Isak Rothovius
Jonas Rothof blev 1694 aktuarie och 1700 notarie vid slottskansliet samt sekreterare där 1705. Han blev assessor i Svea hovrätt 1716 och lagman i Hedemora läns lagsaga 1718 samt var åter assessor i hovrätten 1719–1721. Han erhöll avsked några dagar före sin död. Rothof gjorde sig känd som en av de ledande lekmännen inom den pietistiska kretsen i Stockholm under 1710-talet. Hans insatser för pietismen är främst knutna till hans memorial av 21 april 1721 med påminnelser rörande den föreslagna regeringsformen. Memorialet behandlade från naturrättsliga och pietistiska utgångspunkter kyrkliga och religiösa frågor och krävde (under vissa förutsättingar) en vidgad religionsfrihet. Den dominerande tanken i memorialet var dock kravet på församlingens rätt att delta i kyrkans ledning. Därför föreslogs bland annat ökat inflytande för församlingarna vid prästval och minskning av Kunglig Majestäts rätt - och lekmannainflytande vid biskopsval. Lekmän borde även som "assessorer" få sitta i domkapitlen. I linje med dessa krav låg även, att riksdagens ständer skulle ha rätt att granska de kyrkliga myndigheternas ämbetsförvaltning. Något praktiskt resultat uppnåddes inte genom Rothofs memorial, men den kyrkopolitiska och religiösa debatten tillfördes nya synpunkter och blev intensivare än tidigare. Rotholf var även poet. I Mose och lambsens wisor infördes flera av hans sånger, bland annat en översättning av Benjamin Schmolcks Helge Ande liufwa, efter hans död utgav i Reval utgavs en samling av hans sånger under titeln Helgonens grönskande ben uti grafven. I Herman Schröders likpredikan över Rothof betonades särskilt hans stilla och ödmjuka väsen.
Rothof var gift med Anna Margareta von Walcker och fick enligt Anrep två döttrar med henne vilka troligen avled i barndomen.

## Psalmer
- Helge Ande liufwa nr 29 i Mose och lambsens wisor under rubriken "Om then Helga Anda"